# Ron La Hechicera

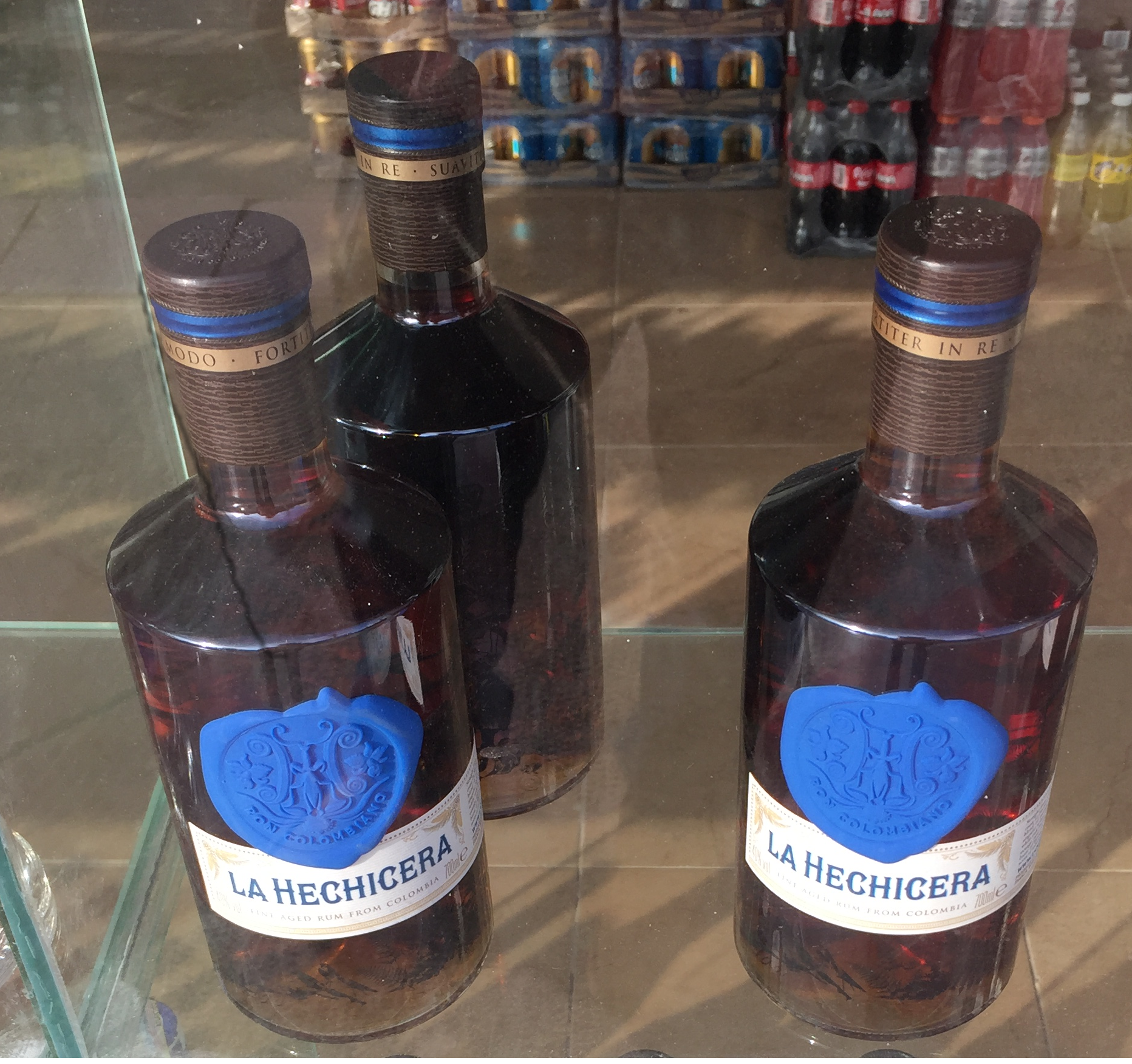
Botellas de La Hechicera para la venta en Barranquilla.

Ron La Hechicera es un ron premium producido en Barranquilla, Colombia, desde 2012 por Casa Santana Ron y Licores, única destilería privada de Colombia, propiedad de la familia Riascos.
La Hechicera es producido bajo la dirección de los hermanos Laura y Miguel Riascos. Fue lanzado en Londres en noviembre del 2012. En 2013, la revista GQ versión Reino Unido incluyó La Hechicera como una de las "100 mejores cosas del mundo en este momento".

## Elaboración
Se hace usando el jugo concentrado del primer prensado de la caña de azúcar, llamado "miel de caña virgen", y se añeja y mezcla usando el método de la solera tradicionalmente usado para jerez. Este proceso es vigilado por el maestro ronero cubano Giraldo Mituoka. Los hermanos Riascos manifiestan que parte de su éxito reside en el hecho de que La Hechicera no lleva en su elaboración ni aditivos ni azúcar, por lo que es seco, y es terminado en barricas de roble blanco americano. La mezcla se elabora a partir de reservas entre 12 y 21 años.

## Denominación
"La hechicera" es el apodo de Laura Riascos, creado por su esposo. La Hechicera fue elaborado especialmente para su boda en 2010.

## Lema

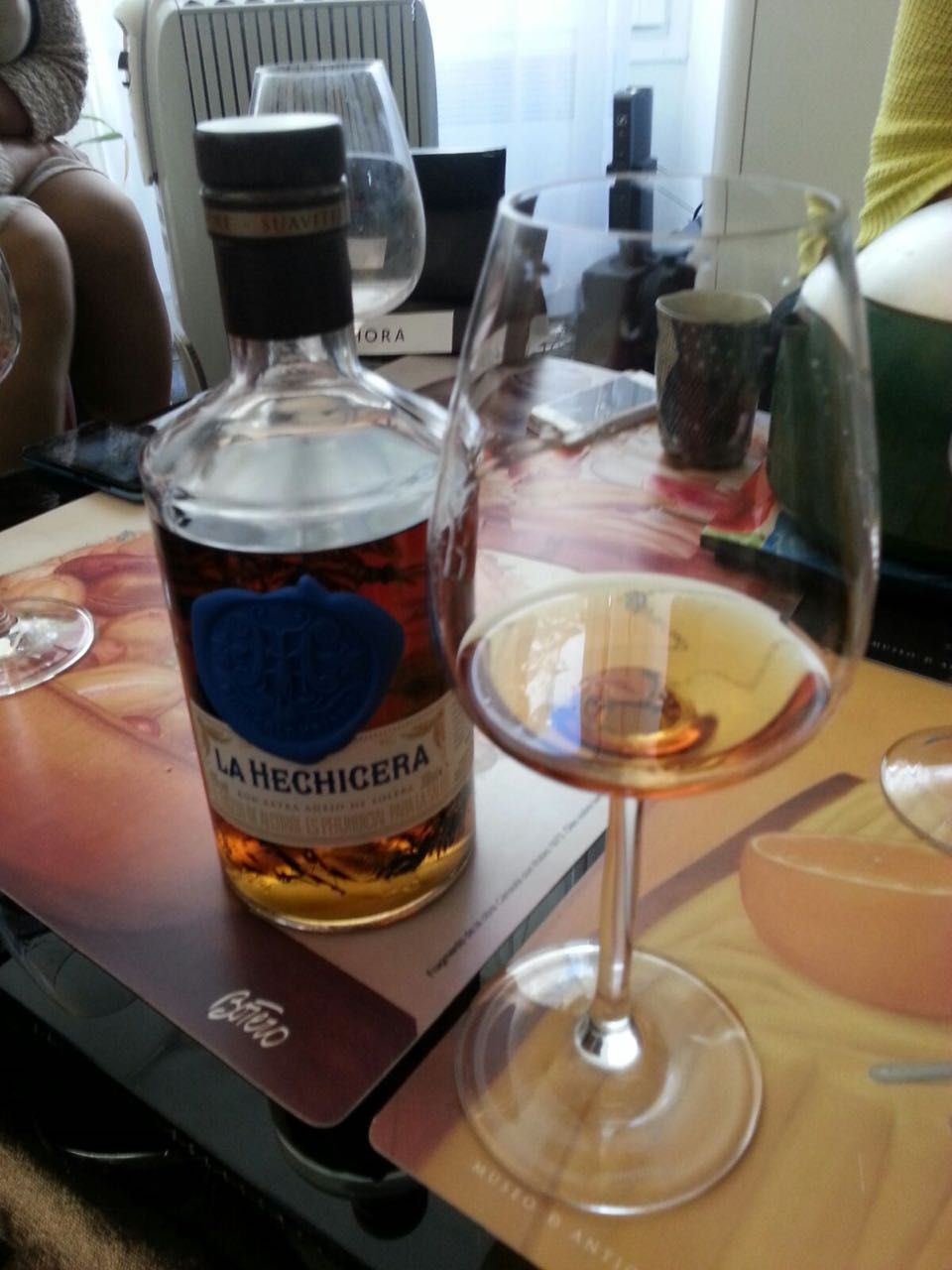
Botella de La Hechicera.

Ubicado en el cuello de la botella, Fortiter in re et suaviter in modo, frase en latín que significa "fuerte en el ser, suave en las maneras".

## Premios
2014
- Medalla ORO por "WORLD'S BEST RUM DESIGN 2014".
- Medalla ORO en categoría Super premium de Spirits Business Masters.
- Medalla ORO en categoría "Oro añejado por más de 12 años" de Spirits Business Masters.
  - Ganador de la medalla ORO en la categoría "Ron Añejado por encima de 16 años" del international Spirits Challenge.

2013
- Medalla de Oro en el International Spirit Challenge de Londres.
- Único ron que ha obtenido dos medallas master en el concurso de Spirits Business Masters.
- Calificación de 5/5 en Difford’s Guide.[1]
- Ganador de 3 ESTRELLAS DE ORO Superior Taste Award en la categoría 'Ron Extra Añejo' del International Taste & Quality Institute, Bruselas.
- Ganador del premio GRAND GOLD en la categoría 'Oro/Gold/Amber' de Monde Selection.[5]